# Valbusaga
Valbusaga è una frazione del comune di Borgosesia di circa 150 abitanti. Essa si compone di un nucleo storico la cui di fondazione non è di data certa, e di un nuovo nucleo che si è sviluppato dagli anni novanta del secolo scorso sino ad oggi, portando sostanzialmente ad un raddoppio della frazione. Nel centro è ancora utilizzata una 'casa dei terrieri' in cui sono posti attrezzi per l'attività agricola.
Nel maggio 2009 è stata inaugurata nella piazza di fronte alla sede degli alpini una targa a ricordo dell'alpino Fiorino Romagnoli medaglia di bronzo al valor militare (seconda guerra mondiale); inoltre sono stati restaurati, grazie all'intervento degli alpini, un vecchio torchio in legno ed un'antica macina per la canapa  (pèsta 'dla canva in piemontese). Rimane da ricordare la chiesa di San Martino ai margini della frazione posta su un'antica via di comunicazione tra Borgosesia e le frazioni alte della valle di Valduggia; le testimonianze della sua esistenza ci fanno tornare al XV secolo, ma è solo nel XVII secolo che ha assunto l'attuale dimensione. Negli ultimi anni sono stati realizzati molti lavori di restauro inaugurati periodicamente all'annuale festa che, per ovvie ragioni meteorologiche, si svolge nel mese di settembre. 
Valbusaga è stata sede per molti anni di una cava di argilla per la realizzazione di tegole. Il trasporto veniva effettuato per mezzo di vagoncini a livello della frazione, per poi essere trasferita a mezzo teleferica verso la frazione Fornace di Borgosesia dove veniva lavorata per assumere la forma del tradizionale coppo. Negli ultimi tempi i vagoncini e la teleferica furono soppiantati dai moderni camion fino a quando l'estrazione fu giudicata non più redditizia, e così l'attività venne definitivamente abbandonata.
Oggi non rimane niente di quei vagoni, ma il ricordo rimane vivo nelle vecchie generazioni che raccontano di come venisse svolta l'attività.
Nel periodo di carnevale la frazione viene retta dalla figura del 'Pesta Pauta', personaggio che appunto pesta il fango, simbolo della storia passata di Valbusaga. La frazione fa parte di un ampio percorso, recentemente risistemato, che abbraccia il circondario di Borgosesia; si attraversano boschi e prati percorrendo per la maggior parte un percorso agevole e adatto sia ai pedoni che ai ciclisti.